# Råbylille Strand
Råbylille Strand er en strand og et sommerhusområde i Elmelunde Sogn ved Hjelm Bugt på Møns sydkyst. 
Efter 2. verdenskrig blev de første grunde udstykket til sommerhuse og udbygget især i 1980'erne og 1990'erne. Vejnavnene er maritime udtryk.
54°58′3.24″N 12°23′17.87″Ø / 54.9675667°N 12.3882972°Ø